# Saraveca jezik
Saraveca jezik (ISO 639-3: sar; saraveka), jezik Sarave Indijanaca koji se nekada govorio u džunglama istočne Bolivije, u departmanu Santa Cruz.
Pripadao je aravačkoj porodici. Pripadnici etničke grupe jezično su asimilirani od Chiquito Indijanaca.

## Vanjske poveznice
- Ethnologue (14th)
- Ethnologue (15th)